# فرانک بیرچناف
فرانک بیرچناف (انگلیسی: Frank Birchenough؛ زادهٔ ۱۸۹۸) بازیکن فوتبال اهل بریتانیا است.
از باشگاه‌هایی که در آن بازی کرده‌است می‌توان به باشگاه فوتبال برنلی و باشگاه فوتبال وستهام یونایتد اشاره کرد.